# Jonna Pirinen
Jonna, volledige naam Jonna Marika Pirinen (Joensuu, Finland, 28 december 1982) is een Finse zangeres. Ze heeft vier albums, ruim tien singles en enkele muziekvideo's uitgebracht. Haar laatste nummer, uit 2011 is het Engelstalige Puppets.

## Biografie
Jonna werd bekend bij het grote publiek in 2002 in de Finse versie van de talentenjacht Popstars. Ze werd gekozen als vierde lid van de eerste Popstars-band van Finland, bekend als Gimmel. Na meningsverschillen verliet Jonna de groep al na een maand, om vervolgens een solocarrière te beginnen. Ze zong duetten met enkele hiphopartiesten en besloot toen om Rhythm-and-blues-muziek te gaan maken. Op het derde album van Joanna bevindt zich een duet met de Zweedse popzanger Darin.
De verkoop van het derde album was echter onvoldoende voor de platenmaatschappij Sony BMG en men wilde ook niet ingaan op het voorstel om popmuziek in het Engels te gaan maken. De samenwerking is dan ook niet verlengd. Na het verlopen van het contract is Jonna uit Finland vertrokken naar Los Angeles om dit zelf aan te pakken.
Vier jaar later keerde Jonna terug naar Finland. Joanna heeft momenteel haar eerste onafhankelijk geproduceerde single Puppets uitgebracht. Het ligt in de bedoeling om in de loop van 2011 een nieuw album te doen verschijnen.
Jonna nam op 14 januari 2011 met Puppets deel de eerste voorronde voor de Finse nationale selectie voor het Eurovisiesongfestival 2011, welke rechtstreeks door de Finse publieke omroep YLE werd uitgezonden. In de voorronde slaagde ze er niet in om een rechtstreekse finaleplaats te bemachtigen. Ze zou echter eventueel nog door een "wildcard" van de jury toch de finale kunnen bereiken.
Jonna schrijft alle teksten en muziek van haar songs zelf. Ze werkt ook samen met andere liedjesschrijvers zoals Jim Holvay (The Buckinghams), Miika Colliander (Husky Rescue), Nikki Forova and en Jukka Immonen. Jonna werkt sinds 1994 in verschillende dansscholen als dansleraar en heeft voor verschillende van de muziekvideo's bij haar songs de choreografie geschreven.
Jonna Pirinen werd eind 2003 lid van de Mormoonse kerk.

## Discografie

### Albums
| Jaar | Details | Hitparade      |
| Jaar | Details | Hoogste plaats |
| ---- | --- | -------------- |
| 2003 | Kaksnolla - Eerste studioalbum - Verschijning: 11 juni 2003 - Formaat: cd                                    | 1. 7           |
| 2004 | Kasvot Vedessä (Gezichten in het water) - Tweede studioalbum - Verschijning: 1 januari 2004 - Formaat: cd    | 27             |
| 2006 | Lähempänä totuutta (Dichter bij de waarheid) - Derde studioalbum - Verschijning: 13 april 2006 - Formaat: cd | 32             |
| 2009 | Collections (Verzamelingen) - Eerste verzamelalbum - Julkaistu: 5 januari 2009 - Formaatti: cd               | -              |
| 2013 | Proud of Me - Eerste Engelstalige album - Julkaistu: TBA - Formaatti: cd                                     | -              |

### Singles
- Tyytyväinen (2003)
- Ei heru (met Elastinen) (2003)
- Kaikki talossa (2003)
- Perhonen (2004, radiopromo)
- Paljon tarjolla (2004)
- Sateen jälkeen (2004)
- Kasvot Vedessä (2005, promo)
- Minä vs. Minä (2005)
- Jäässä (2006)
- Vive La Vida (met Norlan) (2006, radiopromo)
- Yhdessä (2006, radiopromo)
- Summer Jam (2007)
- Puppets (2010)
- Simple life (2011)

### Muziekvideo's
- Tyytyväinen (2003)
- Kaikki talossa (2003)
- Sateen jälkeen (2005)
- Jäässä (2006, regie: Lauri Haukkamaa)
- Puppets (2010)

### Andere artiesten
Jonna heeft meegewerkt aan nummers van de artiesten Cheek en Lord Est.